# Aceite de coco
El aceite de coco es un aceite vegetal, conocido también como manteca de coco. Se trata de una sustancia grasa que contiene cerca del 90 % de ácidos saturados extraídos mediante prensado de la pulpa o la carne de los cocos (Cocos nucifera). Dispone de varios usos como en alimentos o en cosméticos. Debido a su alto contenido de grasa saturada, es lento para oxidarse y, por tanto, resistente al enranciamiento, con una duración de hasta seis meses a 24 °C sin deteriorarse. Varias organizaciones de la salud aconsejan en un documento del 2005, no consumir en exceso el aceite de coco, debido a sus altos niveles de grasa saturada que tiene el potencial de aumentar el riesgo de enfermedad cardiovascular. También utilizado como lubricante intimo anal.

## Producción

### Procedimiento en seco

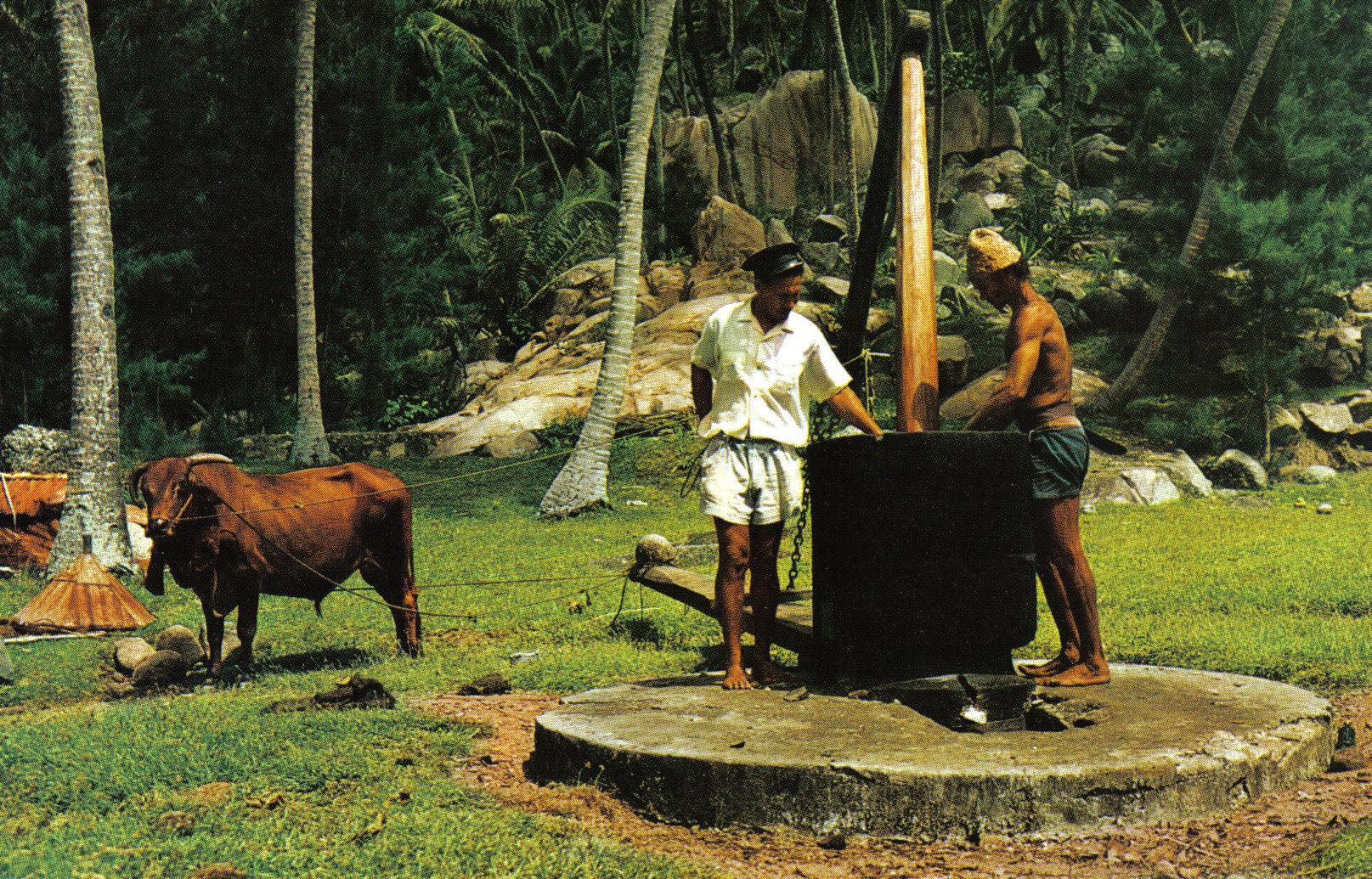
La manera tradicional de hacer el aceite de coco usando una almazara impulsado por un buey en las Seychelles.

El procesamiento en seco requiere que la pulpa se extraiga de la cáscara y se seque usando el fuego, luz solar, u hornos para crear la copra. La copra se presiona o se disuelve con disolventes, que produce el aceite de coco y un alto contenido de proteínas, puré de alto contenido de fibra. El puré es de baja calidad para el consumo humano y en su lugar se alimenta a los rumiantes; no existe un proceso para extraer proteína a partir de la masa. Una porción del aceite extraído de copra se pierde en los procesos de extracción.

### Procedimiento húmedo
El procedimiento húmedo utiliza coco crudo en lugar de copra seca, y la proteína en el coco crea una emulsión de aceite y agua. El paso más problemático es romper la emulsión para recuperar el aceite. Esto solía ser hecho por ebullición prolongado, pero esto produce un aceite descolorido y no resulta económico. Las técnicas modernas utilizan centrifugadoras y pre-tratamientos incluyendo alguna combinación de frío, calor, ácidos, las sales, enzimas, la electrólisis, y ondas expansivas. 
A pesar numerosas variaciones y tecnologías, el proceso húmedo es menos viable que El procesamiento seco debido a un rendimiento del 10-15 % más baja, incluso en comparación con las pérdidas por deterioro y las plagas con el procesamiento seco. Procesos húmedos también requieren la inversión de equipo y energía, incurriendo alto capital y costos de operación. La cosecha adecuada del coco (la edad de un coco puede ser de 2 a 20 meses al recogerlo) marca una importante diferencia en la eficacia del proceso de aceite. La Copra a base de nueces inmaduras es más difícil trabajar con ella y produce un producto inferior con rendimientos más bajos.
Los procesadores de aceite de coco convencionales utilizan hexano como disolvente para extraer hasta un 10 % más aceite del producido (El n-hexano es uno de los pocos alcanos tóxicos. El efecto fisiológico no se debe a la misma sustancia sino a los productos de su metabolización, especialmente la 2,5-hexadiona. Este compuesto reacciona con algunas aminas esenciales para el funcionamiento de las células nerviosas. Por lo tanto, es neurotóxico. Además, posee un potencial adictivo y peligroso) con los molinos acaba rotando y presionando. Luego refinan el aceite para eliminar ciertos ácidos grasos para reducir la susceptibilidad al enranciamiento. Otros procesos para aumentar la vida útil incluyen el uso de copra con un contenido en humedad por debajo del 6 %, manteniendo el contenido en humedad del aceite por debajo de 0,2 %, calentando el aceite a 130-150 °C (desde 266 hasta 302 °F) y la adición de sal o ácido cítrico.
El aceite de coco virgen (VCO) se puede producir a partir de leche de coco fresco, carne, o residuos. La producción a partir de la carne fresca implica la eliminación de la concha y el lavado, entonces o bien molienda en húmedo o secado el residuo, y el uso de una prensa de tornillo para extraer el aceite. VCO también puede ser extraído de la carne fresca por el rallado y el secado a un contenido de humedad del 10-12 %, y luego usando una prensa manual para extraer el aceite.
La producción de leche de coco que implica rallar el coco y mezclarlo con agua, luego exprimiendo el aceite. La leche también puede ser fermentada durante 36-48 horas, se quita el aceite, y la crema caliente para eliminar cualquier aceite restante. Una tercera opción implica el uso de una centrífuga para separar el aceite de los otros líquidos. El aceite de coco también puede ser extraído del residuo seco remanente de la producción de leche de coco. Un millar de cocos maduros de un peso aproximado 1,440 kilogramos (3,170 libras) producen alrededor de 170 kilogramos (370 libras) de copra de las que alrededor de 70 litros (15 imp gal) de aceite de coco se pueden extraer.

### RBD

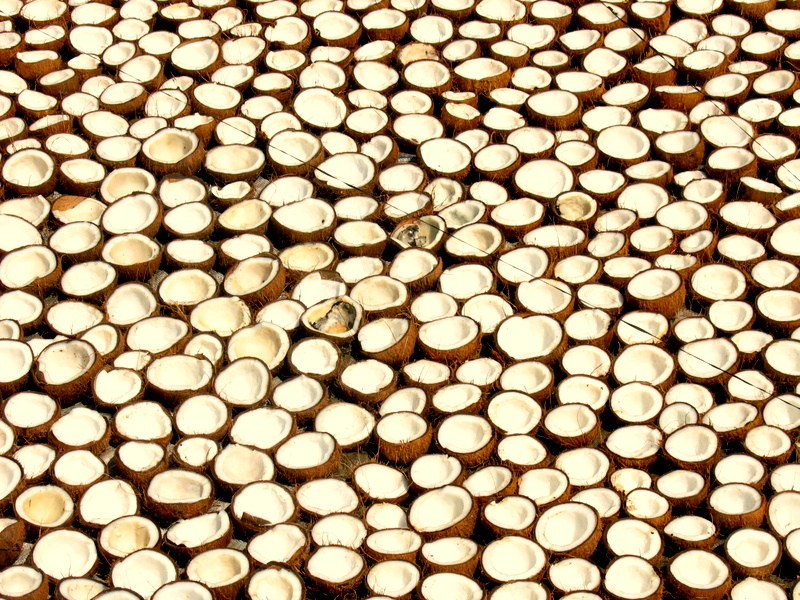
Los cocos se secan al aire libre en Kozhikode, India para la fabricación de copra, que se utiliza para hacer el aceite de coco.

RBD significa "refinado, blanqueado y desodorizado." Aceite de RBD se hace generalmente de copra (almendra de coco seca). La copra seca se coloca en una prensa hidráulica con calor añadido y el aceite se extrae. Esto produce hasta prácticamente todo el aceite existente, que asciende a más de 60% del peso en seco del coco. Este aceite "en crudo" de coco no es adecuada para el consumo, ya que contiene contaminantes y debe ser refinado con un calentamiento adicional y el filtrado.
Otro método para la extracción de un aceite de coco "de alta calidad" involucra la acción enzimática de la alfa-amilasa, las poligalacturonasas y las proteasas en pasta de coco diluida. A diferencia del aceite virgen de coco, el aceite de coco refinado no tiene sabor de coco o aroma. El aceite RBD es utilizado para cocinar en casa, procesamiento de alimentos comercial y cosmética, industrial y de uso farmacéutico.

### Hidrogenación
El aceite de coco RBD puede ser procesado más en aceite hidrogenado parcial o totalmente para aumentar su punto de fusión. Dado que los aceites de coco y RBD se derriten a 24 °C (76 °F), los alimentos que contienen aceite de coco tienden a derretirse en climas cálidos. Un punto de fusión más alto es deseable en estos climas cálidos, por lo que el aceite se hidrogena. El punto de fusión del aceite de coco hidrogenado es de 36 a 40 °C (97-104 °F).
En el proceso de hidrogenación, las grasas insaturadas (monoinsaturadas y ácidos grasos poliinsaturados) se combinan con hidrógeno en un proceso catalítico para hacerlos más saturado. El aceite de coco contiene solo el 6 % monoinsaturadas y 2 % de ácidos grasos poliinsaturados. En el proceso de hidrogenación parcial, algunos de éstos se transforman en ácidos trans-grasos.

### Fraccionamiento
Aceite de coco fraccionado prevé fracciones de todo el aceite de manera que sus diferentes ácidos grasos pueden ser separados para usos específicos. El ácido láurico, un ácido graso de cadena de 12 carbonos, se elimina a menudo debido a su alto valor para fines industriales y médicos. El fraccionamiento del aceite de coco también se puede utilizar para aislar el ácido caprílico y ácido cáprico, que son triglicéridos de cadena media, ya que estos se utilizan para aplicaciones médicas, dietas especiales y cosméticos, a veces también se utiliza como un aceite portador para fragancias.

### Cifras
El Departamento de Agricultura de los Estados Unidos ha publicado las cifras de producción estimados para el aceite de coco de la siguiente manera; año tabulados están del 1 de octubre al 30 de septiembre.
| año        | 2005–06 | 2006–07 | 2007–08 | 2008–09 | 2009–10 | 2010–11 |
| Producción | 5.91    | 5.42    | 5.79    | 5.62    | 6.60    | 6.24    |

El aceite de coco constituye alrededor del 2,5 % de la producción mundial de petróleo vegetal.

### Normas
Las normas del Codex Alimentarius de la Organización Mundial de la Salud sobre la alimentación, la producción de alimentos y inocuidad de alimentos, publicado por la Organización de las Naciones Unidas para la Alimentación y la Agricultura, incluyen estándares para interlocutores con fines comerciales que producen el  aceite de coco para el consumo humano. La APCC cuyos 18 miembros producen alrededor del 90 por ciento del coco que se vende comercialmente ha publicado sus estándares para los aceites vírgenes de coco (VCO), definiendo El aceite de coco virgen obtenida a partir granos, coco maduros frescos a través de medios que no "llevan a la alteración del aceite.

## Producción mundial
Datos disponibles de la producción mundial de aceite de coco en 2018, en toneladas por año :
| Puesto | País               | Toneladas |
| ------ | ------------------ | --------- |
| 1      | Filipinas          | 1.341.000 |
| 2      | Indonesia          | 880.000   |
| 3      | India              | 320.400   |
| 4      | Vietnam            | 167.101   |
| 5      | México             | 131.000   |
| 6      | Bangladés          | 62.699    |
| 7      | Sri Lanka          | 55.200    |
| 8      | Malasia            | 39.700    |
| 9      | Mozambique         | 30.200    |
| 10     | Tailandia          | 28.700    |
| 11     | Papúa Nueva Guinea | 26.700    |
| 12     | Costa de Marfil    | 18.000    |
| 13     | Islas Salomón      | 14.719    |
| 14     | Nigeria            | 13.256    |
| 15     | Tanzania           | 13.200    |
| 16     | Brasil             | 11.886    |

## Efectos para la salud

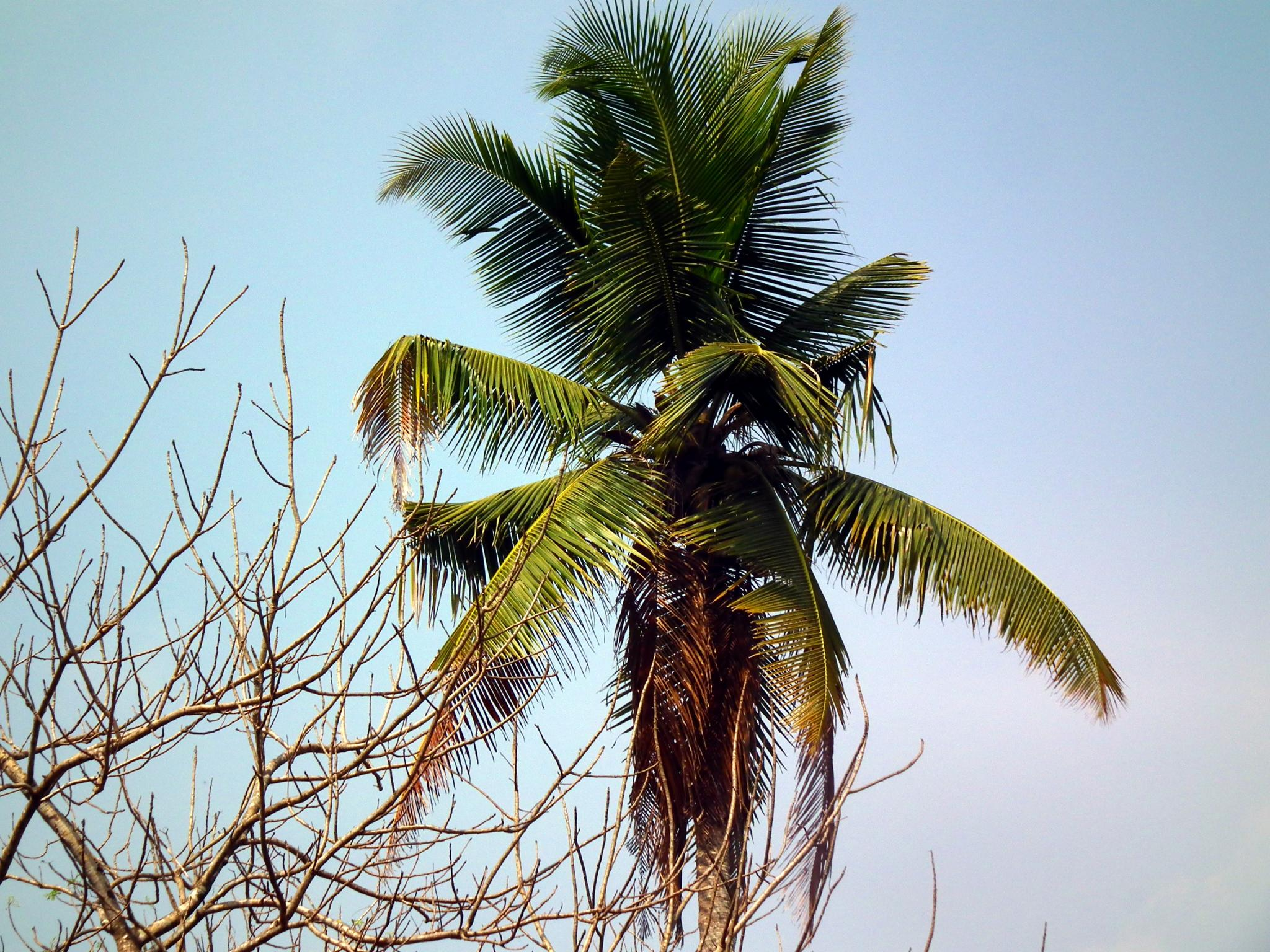
Árbol de coco

Muchas organizaciones de salud desaconsejan el consumo de aceite de coco, debido a sus altos niveles de grasas saturadas, como la Administración de Alimentos y Medicamentos de Estados Unidos. La Organización Mundial de la Salud, El  Servicio Nacional de Salud de Reino Unido y el Departamento de Salud y Servicios Sociales de los Estados Unidos.
El aceite de coco contiene una gran proporción de ácido láurico, una grasa saturada que eleva los niveles de colesterol en la sangre aumentando tanto la cantidad de lipoproteína de alta densidad (HDL) como la de baja densidad de lipoproteínas (LDL). Aunque esto puede crear un perfil más favorable del colesterol total en sangre, esto no excluye la posibilidad de que el consumo persistente de aceite de coco pueda aumentar el riesgo de enfermedad cardiovascular. Así también, el Dr Michael Mosley investigó para la BBC las consecuencias de la ingesta del aceite de coco encontrando resultados favorables pero que requieren más investigación.
Por otro lado, el aceite de coco puede ser preferido sobre el aceite vegetal parcialmente hidrogenado cuando se utilizan grasas sólidas en la dieta.

## Usos

### En los alimentos
El aceite de coco es comúnmente utilizado en la cocina, especialmente para freír, y es un sabor común en muchos currys del sur de Asia. En los últimos años a pesar de su alto contenido de grasas saturadas, el aceite virgen de coco se ha convertido en popular y se describe en un artículo del New York Times como tener un "sabor parecido a las almendras" con un toque de dulzura, que funciona bien en productos de panadería, pastelería, y sofritos. El aceite de coco es utilizado por las cadenas de salas de cine con palomitas de maíz, añadiendo una gran cantidad de grasa saturada en el proceso. Otros usos culinarios incluyen la sustitución de grasas sólidas producidas mediante hidrogenación en productos horneados y productos de confitería. El aceite de coco parcialmente hidrogenado es utilizado a menudo en cremas no lácteas y alimentos de bocado, incluyendo palomitas de maíz. El aceite de coco hidrogenado se vende en Australia bajo la marca Copha y es el ingrediente principal en aperitivos australianos como crepitaciones de chocolate y White Christmas.

### En la industria

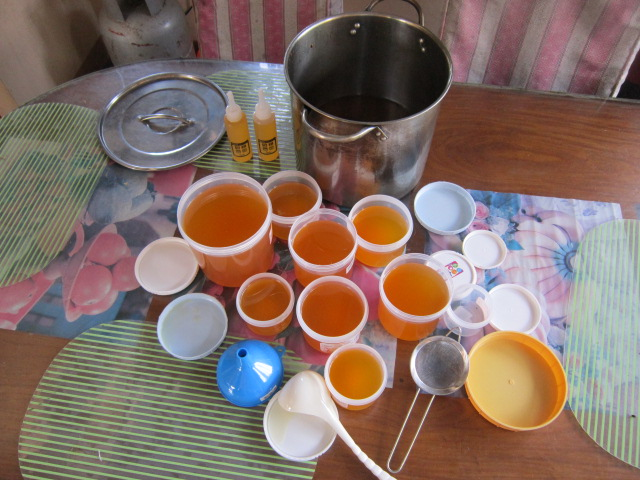
Aceite de coco hecho en casa extraídas de la carne del coco rallado maduro fresco

El aceite de coco ha sido probado para su uso como materia prima para el biodiésel de utilizarse como combustible para motores diésel. De este modo, puede ser usado para generadores eléctricos y motores diésel de transporte. Dado que el aceite de coco directamente tiene una alta temperatura de gelificación de (22-25 °C), una alta viscosidad, y una temperatura mínima de cámara de combustión de 500 °C (932 °F) (para evitar la polimerización del combustible). El aceite de coco normalmente se transesterifica para producir Biodiésel. El aceite de coco ha sido usado para su utilización como un lubricante del motor y como un aceite del transformador. Ácidos derivados de aceite de coco se pueden utilizar como herbicidas.

### Uso personal
El aceite de coco puede ser utilizado como una crema hidratante de la piel, ayudando con la piel seca, como tratamiento para el acné y se ha demostrado en un estudio de reducir la pérdida de proteína cuando se usa en el cabello. Antes de la aparición de la luz eléctrica, el aceite de coco fue el aceite primario utilizado para la iluminación en la India y se exporta como aceite de cochin. El aceite de coco es un importante ingrediente básico para la fabricación de jabón. El jabón hecho con aceite de coco tiende a ser duro, aunque retiene más agua que el jabón elaborado con otros aceites y por lo tanto aumenta el rendimiento del fabricante. Es más soluble en agua dura (alta en sales) y en agua salada que otros jabones que le permite hacer espuma con mayor facilidad. El jabón de aceite de coco básico es claro cuando se derrite y de un blanco brillante cuando se endurece. Un repelente hecho de aceite de coco puede ser eficaz para prevenir tungiasis provocada por la pulga Tunga penetrans causantes de la penetración de la piel.